# マメヅタラン
マメヅタランは着生植物になるラン科植物である。その姿がシダ植物のマメヅタにとてもよく似ているのが名の由来である。

## 特徴
マメヅタラン(Bulbophyllum drymoglossum Maxim.)は、単子葉植物ラン科マメヅタラン属の植物である。細い匍匐茎にまばらに葉だけをつける植物である。この類は偽球茎の先端に葉をつけるのが普通で、本種は例外的な形である。
根茎は細長くて硬く、枝分かれしながら匍匐して樹皮などに着生する。葉は楕円形で葉柄はわずかにそれらしい部分があるだけ。葉はほぼ円形から基部が少しのびた形で、長さ約1cm、先端は丸い。葉質は堅くて厚く、主脈も目立たない。
花は初夏に出るが、葉より高く伸び出すでもなく、まばらにつくので目立たない。花茎の基部から出て1cm以下、先端に花を一つだけつける。唇弁はごく小さく、他の五弁は先がややとがった楕円形で素直に開く形。色は淡い黄色が普通。まれに紅色を帯びた花を咲かせるものがあり、ベニマメヅタ(forma atrosanguiflorum Masam. et Satomi)と呼ばれる。

## 生育環境等
山地の岩や樹木の樹皮上に着生しており、その表面をはい回り、密集した群落を作る。名前は豆蔦蘭で、シダ植物のマメヅタによく似ていることから。この両者は形態がよく似ていて、遠目にはややこしいが、マメヅタの方が匍匐茎が細く、一面に毛がはえているのですぐ区別がつく。マメヅタの方に胞子葉が出ていればなお分かりやすい。ただし、見かけるのはマメヅタのほうがはるかに多い。マメヅタは着生植物としては強い方に属し、人家周辺にも出現するが、マメヅタランはそのような環境に生育することはない。なお、近縁種のムギランなども一緒に生育していることがよくある。
関東以西の本州から琉球列島、朝鮮南部や中国からも知られる。

## 利用
実用的意味はない。鑑賞価値も特に高くはないが、ランだというだけで採集される時勢柄、各地で減少している。
栽培は絶対不可能ではないが、環境適応力が乏しく潅水量・湿度・通風・日照などの諸条件が好適範囲と少し違っているだけで枯死する。長期にわたる栽培維持が難しいランとして知られ、実用的な人工増殖技術は確立されていない。